# 寄席あぷり
『寄席あぷり』（よせあぷり）は、ラジオNIKKEIの演芸番組。

## 概要
2017年10月22日、「阿佐ヶ谷あにめ座寄席から」の副題で開始。「阿佐ヶ谷アニメストリート」内の「あにめ座寄席」で収録した落語公演を中心に、社会人落語（天狗連）の高座もあわせて放送する。
2018年4月から副題を「笑いすぎなみ寄席から」に改めるが、収録は「あにめ座寄席」で引き続き行う。
収録を行う落語会等は、もともと阿佐谷の街おこしを目的に実行委員会が行っている催しであるが、「阿佐ヶ谷あにめ座寄席実行委員会」は、活動を全国に広げることを意識している。
2019年、「阿佐ヶ谷アニメストリート」の廃止を機に寄席の名称も「あにめ座寄席」から「笑いすぎなみ寄席」に変更、2021年12月には主会場を港区立伝統文化交流館に移したのを機に寄席の名称も「みなと芝浜寄席」に変更する。
2022年4月から副題を「みなと芝浜寄席から」に改める。
番組は、ポッドキャスト、Sportify、Paraviなどで再配信されている。

## 構成
- 柳橋のきょうの取説（とりせつ） - 春風亭柳橋が、放送日にまつわるうんちくを交えながら進行[7]
- 今週の一席 - 上述の「みなと芝浜寄席」（旧「あにめ座寄席」→「笑いすぎなみ寄席」）で収録した公演
- SAM-1ピックアップ - 「社会人選抜落語特選会・SAM-1グランプリ[8]」等で収録した天狗連（アマチュア落語家）による高座をダイジェストで送る。進行は金令舎十八（鈴木直）ほか、あにめ座寄席実行委員会メンバーが行う。

## 放送時間
ラジオNIKKEI第1放送
- 2017年10月22日 - 2018年1月28日 毎週日曜8:30 - 9:00
- 2018年2月4日 - 2019年12月29日 毎週日曜8:20 - 8:50
- 2020年1月5日 - 2023年3月26日 毎週日曜17:30 - 18:00